# Philip I Philadelphos
Philip I Philadelphos, död 83 f.Kr., var kung i det seleukidiska riket i Syrien 95-83 f.Kr.
Han var son till kung Antiochos VIII Grypos och Tryphaena av Egypten. Sedan hans äldste bror Seleukos VI dött 95 f.Kr. krönte han sig till kung tillsammans med sin bror Antiochos XI som antagligen var hans tvilling, som medregent. Hans bror dog efter att han besegrats av deras kusin Antiochos X 92 f.Kr. Philip I lyckades vid okänt tillfälle efter detta få kontroll över huvudstaden Antiokia, där han motstod en belägring av sin yngre bror Demetrios III, innan Demetrios tillångatogs av partherna. En annan bror, Antiochos XII, övertog därefter Demetrios bas i Damaskus. Syrien behärskades av inbördeskrig fram till att hela landet erövrades av Tigranes II av Armenien år 83 f.Kr.  